# Bachelorette (canción)
«Bachelorette» es una canción de la cantante islandesa Björk, lanzada como segundo sencillo de su álbum Homogenic, de 1997.
Fue escrita originalmente para una película de Bernardo Bertolucci, pero el proyecto fue cancelado. La letra de Bachelorette fue escrita por Sjón, como Björk relata en su página web:

Porque quería que la letra fuera épica, conseguí que mi amigo Sjón -que es un poeta en Islandia- la escribiera. Nos sentamos juntos en la mesa de la cocina, bebimos mucho vino tinto, le conté toda la historia durante horas y días, y escribió la letra con esa historia.

La canción está cargada de emociones y es teatral, siguiendo el tema del disco de "ritmos y cuerdas", pero también incluye otros instrumentos como timbales, tímpanos, trompas de los Alpes y acordeones, que hacen a la canción más fuerte y dramática. La misma Björk describe la historia de la canción como "Isobel va a la ciudad".

## Acerca de la canción
Fue escrita por Björk y compuesta por Sjón. La producción estuvo a cargo de Björk. Es la continuación de "Isobel" y culmina la saga. 
Björk hizo varios experimentos con esta canción. Cuando aún "Homogenic" estaba en elaboración, esta canción se llamaba "Bertolucci", y contaba con una introducción y un final compuesto por un acordeón. En la versión final se cortó la introducción de acordeón y se dejó solo la del final pero mucho más corta. 
Además también se lanzó algo así como un "Homogenic Promocional" en donde Bacherolette se llamaba "Shape Shifter", y contaba con un final lleno de beats melódicos.

## Videoclip
Fue dirigido por Michel Gondry. Isobel encuentra un libro en blanco en su jardín y decide viajar a la ciudad cansada del campo. Entonces descubre que el libro se va escribiendo solo, describiendo lo que va haciendo. El libro se titula My story. Lo presenta a una editorial y se enamora del editor. El libro resulta ser todo un éxito y al ser presentado en un teatro, la copia original comienza a borrarse ella sola y a reescribirse. El libro pierde todo su éxito y entonces Isobel decide devolverlo a donde lo encontró.
Se lanzaron tres versiones del sencillo.

## Lista de canciones

### (CD 1)
1. «Bachelorette» - Radio Edit
2. «My Snare»
3. «Scary»
4. «Bachelorette» - Howie Spread Mix

### Segundo disco
Nombre: Bachelorette
Fecha de lanzamiento: diciembre de 1997
Formato: CD
Lista de canciones (CD 2)
1. «Bachelorette» - Mark Bell Optimism
2. «Bachelorette» - Mark Bell Zip Remix
3. «Bachelorette» - Mark Bell Blue Remix
4. «Bachelorette»

### Tercer disco
Nombre: Bachelorette
Fecha de lanzamiento: diciembre de 1997
Formato: CD

Lista de canciones (CD 3)
1. «Bachelorette» - Rza Remix
2. «Bachelorette» - Alec Hypermodern Jazz
3. «Bachelorette» - Alec Empire The Ice Princess and the Killer Qhale Remix
4. «Bachelorette» - Grooverider Jeep Mix

## Posicionamiento
| Lista (1997-98)                    | Mejor posición |
| ---------------------------------- | -------------- |
| Bélgica (Ultratip flamenca)        | 14             |
| Francia (SNEP)                     | 17             |
| Italia (FIMI)                      | 23             |
| Países Bajos (Mega Single Top 100) | 96             |
| Reino Unido (UK Singles Chart)     | 21             |
| Australia (Singles ARIA Chart)     | 95             |